# Merops persicus

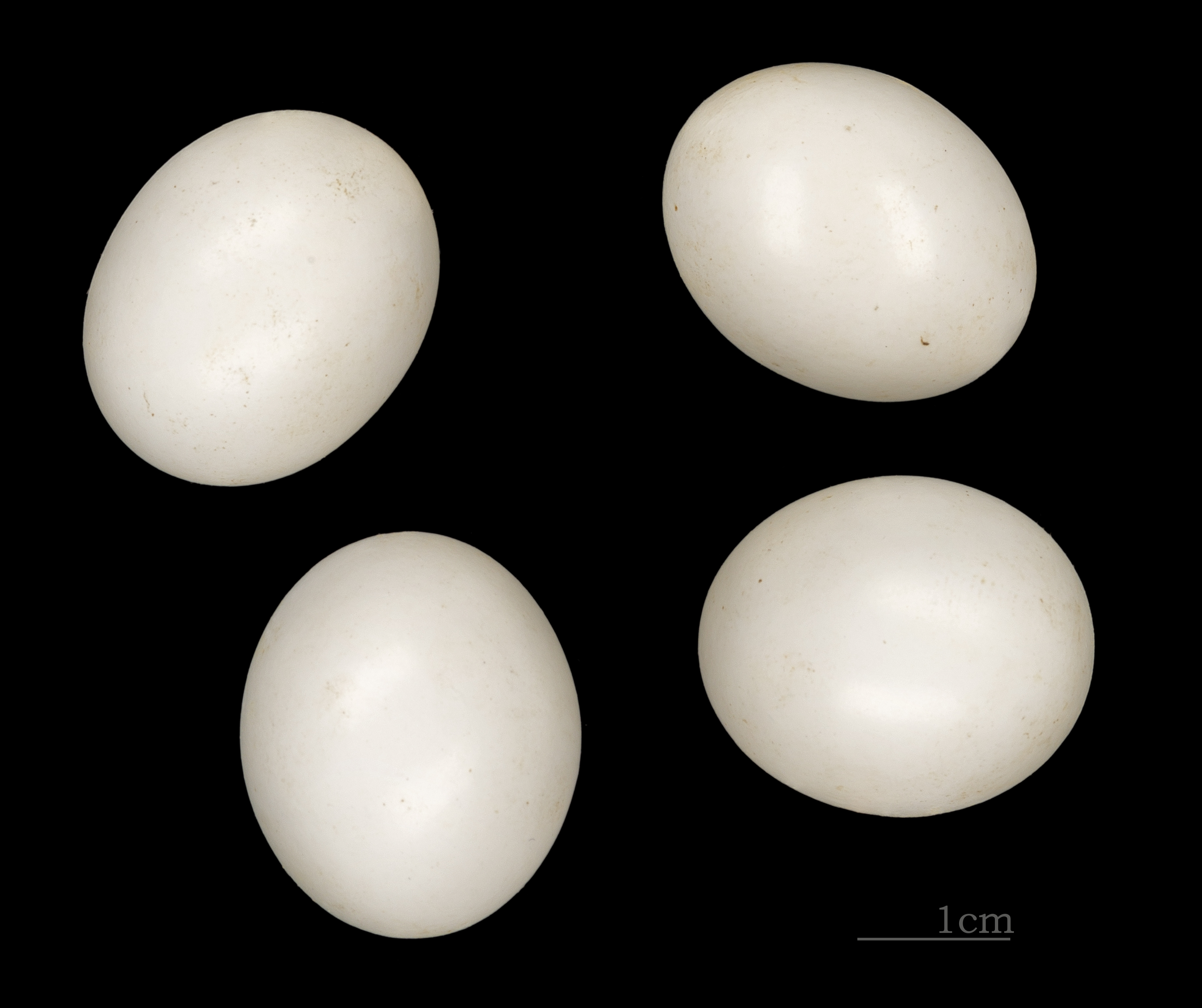
Merops persicus

Merops persicus là một loài chim trong họ Meropidae.